# Punta Harper
La Punta Harper es una punta que marca el extremo norte de la isla Saunders en el sector central de las islas Sandwich del Sur. La Dirección de Sistemas de Información Geográfica de la provincia de Tierra del Fuego cita la punta en las coordenadas 57°40′52″S 26°34′39″O / -57.68111, -26.57750. Se halla al norte de la llanura de Piedras Negras y al noroeste de las rocas Hermanos.
En esta punta se ubica uno de los puntos que determinan las líneas de base de la República Argentina, a partir de las cuales se miden los espacios marítimos que rodean al archipiélago.

## Historia y toponimia
La punta fue cartografiada en 1930 por el personal de Investigaciones Discovery a bordo del RRS Discovery II y nombrada por F. H. Harper, secretario del Comité Discovery y funcionario del Colonial Office.
La isla nunca fue habitada ni ocupada, y es reclamada por el Reino Unido como parte del territorio británico de ultramar de las Islas Georgias del Sur y Sandwich del Sur y por la República Argentina, que la hace parte del departamento Islas del Atlántico Sur dentro de la provincia de Tierra del Fuego, Antártida e Islas del Atlántico Sur.